# سالتیمبوکا

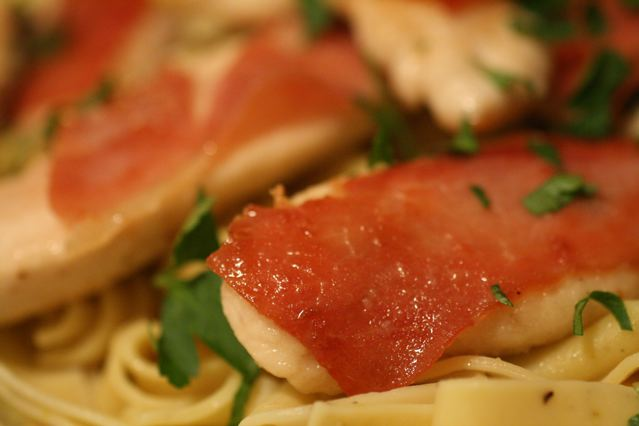
ساالتیمبوکای مرغ

سالتیمبوکا که می‌توان در فارسی آن را «دهان‌پَر» نامید نام یک خوراک ایتالیایی است که در جنوب سوئیس، ایتالیا، اسپانیا و یونان طرفداران زیادی دارد.
این خوراک معمولآ به گونه پیچه ای از گوشت گوساله، کالباس ران بیشتر از نوع کالباس پارما، پنیر و گیاه مریم‌گلی درست می‌شود. سالتیمبوکا را معمولاً بسته به سلیقه منطقه‌ای در شراب، روغن یا آب‌نمک نیز می‌خوابانند.
منظور از نام دهان پر اینست که این غذای تکه‌ای و ساندویچی یکباره به دهان آدم می‌پرد یعنی از لقمه‌های یکباره‌ای درست شده. Saltim در زبان ایتالیایی یعنی جهنده و bocca یعنی دهان.

## نگارخانه

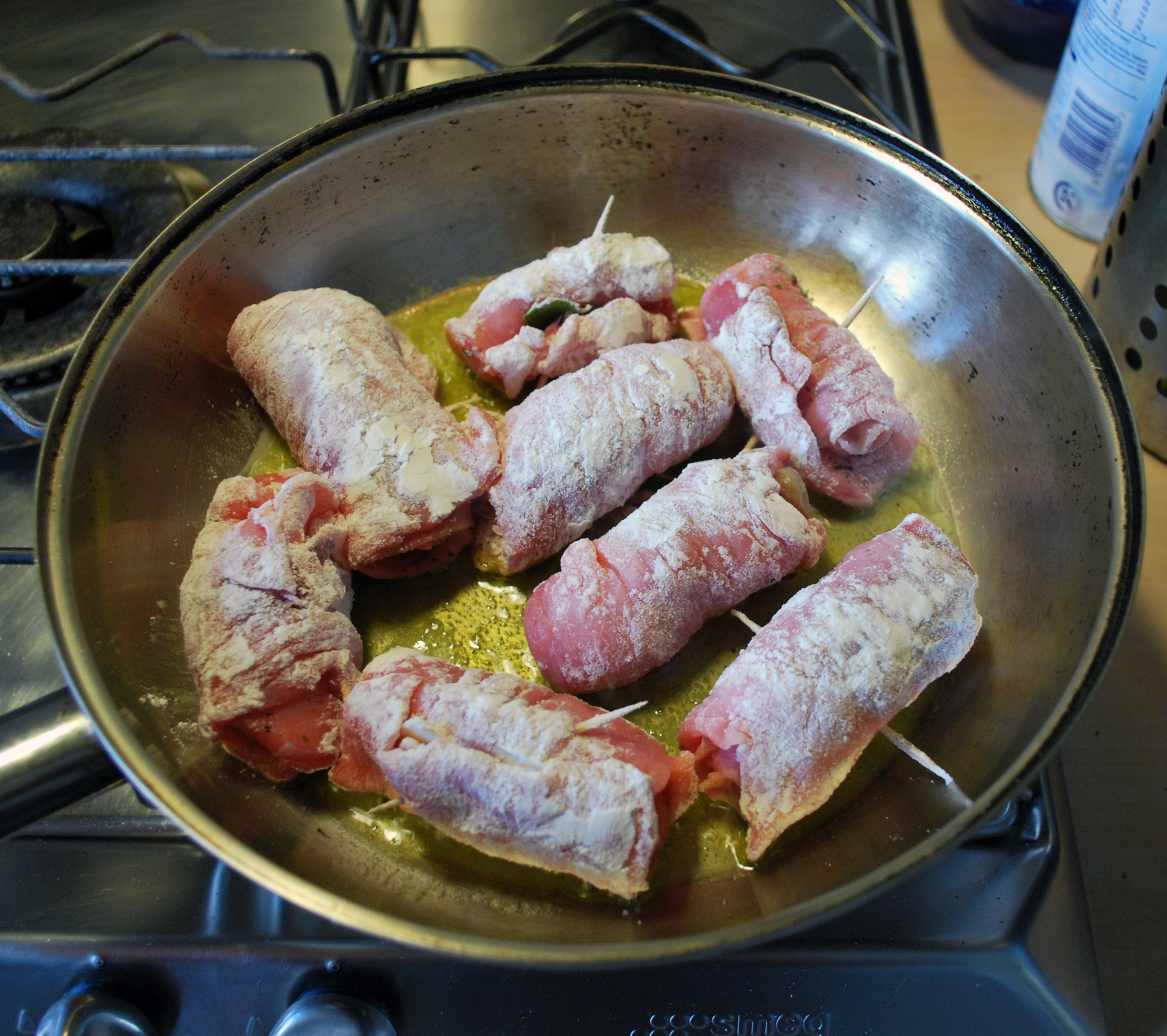
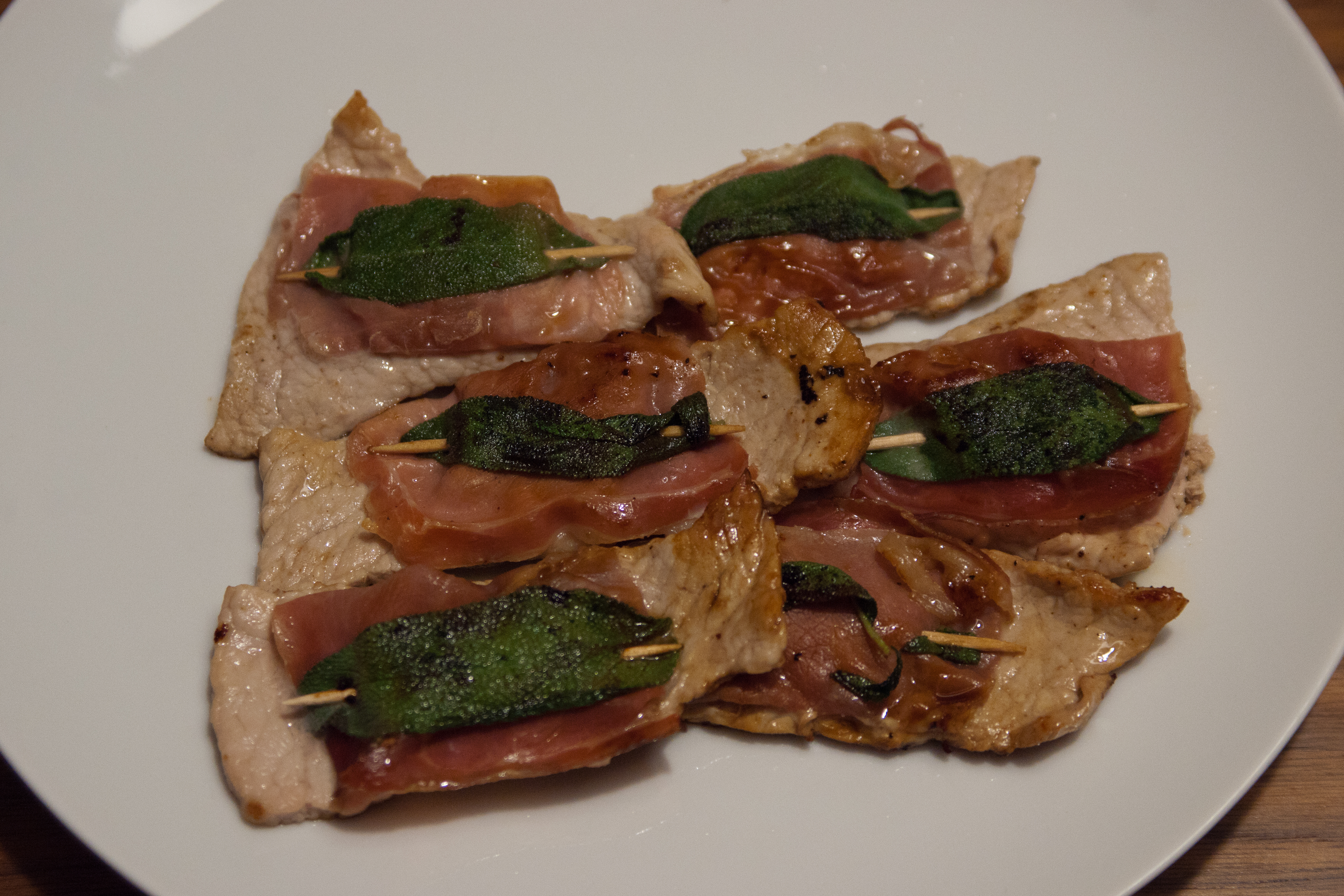